# Malesherbia deserticola
Malesherbia deserticola är en passionsblomsväxtart som beskrevs av Rodolfo Amando Philippi. Malesherbia deserticola ingår i släktet Malesherbia och familjen passionsblomsväxter. Inga underarter finns listade i Catalogue of Life.